# Gabrielle Douglas
Gabrielle (Gabby) Douglas (Virginia Beach, 31 december 1995) is een Amerikaans toestelturnster. Ze maakte deel uit van het Amerikaanse turnteam op de wereldkampioenschappen turnen in 2011 en de Olympische Spelen in 2012, waar het team op beide het goud in de meerkamp wegkaapte. Op de Olympische Spelen won Douglas bovendien goud in de individuele meerkamp en was daarmee de eerste zwarte Amerikaanse die deze prestatie leverde.

## Biografie
Toen Douglas drie jaar was, leerde haar oudere zuster Arielle, een voormalig turnster, haar de radslag. Op haar zesde begon ze een turnopleiding en twee jaar nadien al was ze kampioene van de staat Virginia. Op haar veertiende verhuisde Douglas naar West Des Moines, waar ze verder opgeleid werd door elitecoach Liang Chow. Ze verbleef er bij een gastgezin waarvan een dochter ook bij Chow trainde. Onder Chow nam Douglas deel aan haar eerste elitewedstrijd, de CoverGirl Classic 2010 in Chicago, waar ze als derde eindigde op de balk. Ze nam dat jaar ook deel aan de Nastia Liukin Supergirl Cup waar ze als vierde eindigde in de meerkamp.
In 2011 nam Douglas als senior deel aan de nationale kampioenschappen en won brons aan de brug ongelijk. Die prestatie leverde haar een plaats in het Amerikaanse nationale team op, waarmee ze in november dat jaar deelnam aan de wereldkampioenschappen in Tokio. Het team won de gouden medaille.
In 2012 volgden de Pacifische Ring-kampioenschappen, waar Douglas een enkelblessure opliep bij de paardsprong, maar desondanks goud won aan de brug ongelijk. Op de Visa-kampioenschappen een maand nadien won ze zilver in de meerkamp. Vervolgens nam Douglas deel aan de kwalificatie voor de Olympische Spelen en verdiende als winnares de enige gegarandeerde plaats in het Olympisch team van haar land. Op de Olympische Zomerspelen in Londen dat jaar won het Amerikaanse turnteam goud in de landenmeerkamp en pakte Douglas ook nog eens goud in de individuele meerkamp. In de finale van de brug ongelijk enkele dagen later eindigde ze na een fout als achtste en laatste. Ook op de evenwichtsbalk ging het mis toen ze tijdens haar oefening het evenwicht verloor en van de balk viel.
Douglas is een van de slachtoffers van seksueel misbruik van voormalig arts van de Amerikaanse turnbond Lawrence 'Larry' Nassar.